# Кулєшов Володимир Іванович
Володимир Іванович Кулєшов (рос. Владимир Иванович Кулешов; 15 липня 1920, Верхня Грайворонка — 17 червня 1981, Київ) — радянський офіцер, Герой Радянського Союзу. Під час німецько-радянської війни заряджаючий мінометної роти 835-го стрілецького полку 237-ї стрілецької дивізії 40-ї армії Воронезького фронту.

## Біографія
Народився 15 липня 1920 року в селі Верхня Грайворонка (нині Касторенського району Курської області Росії) в селянській родині. Росіянин. У 1937 році закінчив сім класів неповної середньої школи. Працював трактористом Жерновецької МТС Касторенського району.
У 1940 році призваний до лав Червоної Армії. Брав участь у боях німецько-радянської війни з листопада 1941 року. Воював на Воронезькому фронті.
У ніч на 24 вересня 1943 року рядовий В. І. Кулєшов в числі перших форсував Дніпро в районі села Гребені (нині Обухівського району Київської області). У боях з утримання захопленого рубежу знищив автомашину з піхотою і два станкових кулемети противника.
Указом Президії Верховної Ради СРСР від 23 жовтня 1943 року за мужність і героїзм, проявлені при форсуванні Дніпра і утриманні плацдарму рядовому Володимиру Івановичу Кулєшову присвоєно звання Героя Радянського Союзу з врученням ордена Леніна і медалі «Золота Зірка» (№ 2836).

Могила Володимира Кулєшова

У 1945 році закінчив артилерійське училище в Іркутську, у 1962 році — курси удосконалення офіцерського складу в Новосибірську. З 1976 року полковник В. І. Кулєшов — в запасі. Мешкав у Києві. Помер 17 червня 1981 року. Похований у Києві на Лук'янівському військовому кладовищі.
Нагороджений орденом Леніна, медалями.